# Ivar Kreuger
Ivar Kreuger (Kalmar, 2 marzo 1880 – Parigi, 12 marzo 1932) è stato un imprenditore e ingegnere svedese.
Grazie all'uso di investimenti aggressivi e strumenti finanziari innovativi, tra le due guerre mondiali ha negoziato il monopolio del commercio di fiammiferi con i governi di molti Stati europei e dell'America Latina in cambio di prestiti, arrivando a controllarne i tre quarti della produzione mondiale. Per questo, venne soprannominato "il re dei fiammiferi".

## Biografia

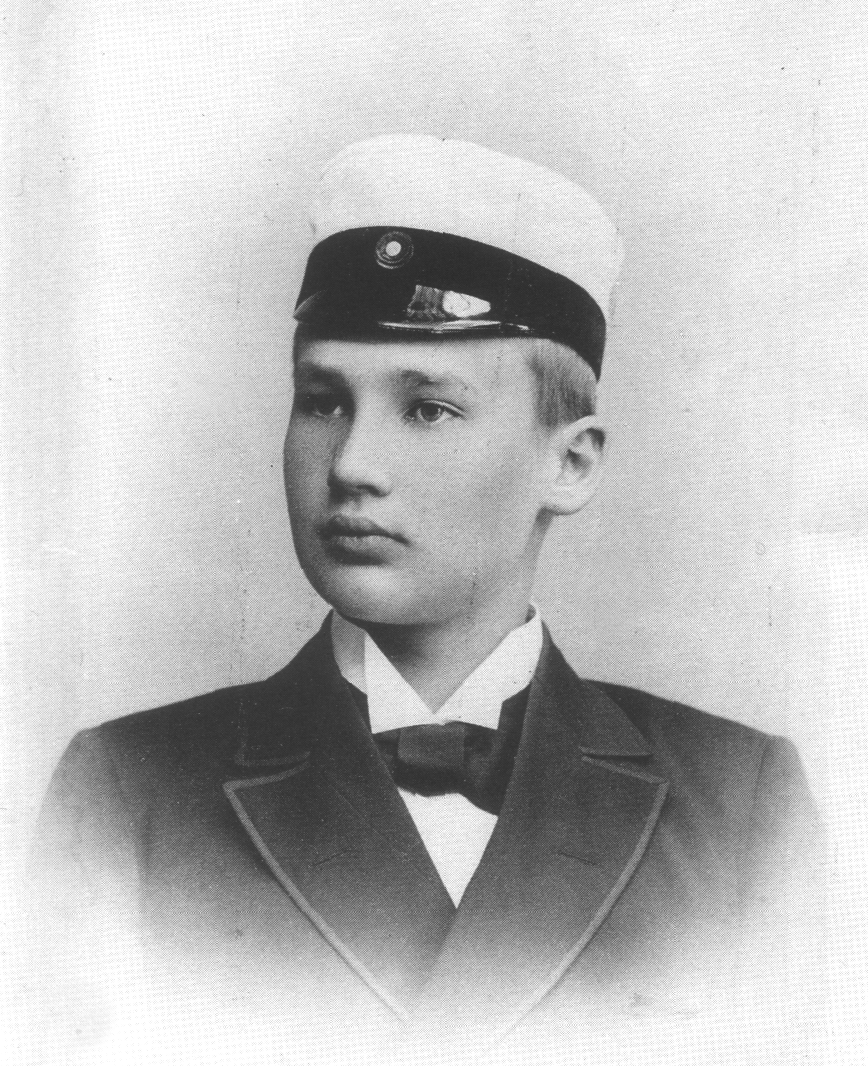
Ivar Kreuger nel 1896

### Infanzia
Nacque il 2 marzo 1880 a Kalmar, primogenito di sei tra fratelli e sorelle, da Ernst August Kreuger (1852–1946), imprenditore nel settore dei fiammiferi, e Jenny Emelie Kreuger (1856–1949). Il padre era discendente di Joann Kroger, fornaio tedesco giunto in Svezia nel 1710.  All'età di 16 anni Kreuger si iscrisse all'Istituto reale di tecnologia di Stoccolma, dove conseguirà la laurea in ingegneria meccanica e civile quattro anni dopo, a 20 anni.

### I primi viaggi attorno al mondo e l'attività di imprenditore edile
Una volta conseguita la laurea, nel 1900, Kreuger emigrò a New York; qui entrò in contatto con il settore edilizio, specializzandosi nelle costruzioni in cemento armato. A cavallo tra il 1903 e il 1907, Kreuger compì una serie di viaggi di lavoro in Inghilterra, Sudafrica e Stati Uniti, dove partecipò alla costruzione del Flatiron Building. Tornato in Svezia nel 1908, fondò a Stoccolma, assieme al socio Paul Toll, la Kreuger & Toll, azienda dove mise a punto le tecniche costruttive del cemento armato, ancora poco sviluppato in edilizia all'inizio del XX secolo. Nel 1912 l'azienda vinse importanti commesse per la costruzione del nuovo municipio di Stoccolma, dei nuovi magazzini NK e per la realizzazione dello stadio olimpico di Stoccolma, che avrebbe ospitato i seguenti Giochi olimpici.

### L'attività nel campo dei fiammiferi
Con l'affermarsi dell'attività nel campo edilizio, Kreuger iniziò a contrarre debiti con le banche per acquisire imprese e partecipazioni azionarie in altri settori industriali. Nel 1913, dopo una serie di tentennamenti, iniziò ad occuparsi attivamente del settore dei fiammiferi. Dopo aver rilevato l'azienda di famiglia, Kreuger riuscì a consorziare tra loro le varie aziende svedesi attive nella produzione di fiammiferi, che si misero sotto la sua direzione. Nacque così nel 1917 la Swedish Match, un cartello che in breve tempo riuscì a diventare uno dei più solidi gruppi a livello internazionale. Al termine della prima guerra mondiale Kreuger intuì che negli Stati Uniti vi era un surplus di capitali e che questi potevano essere trasferiti ai Paesi europei, bisognosi di contanti. Sempre nel 1917, Kreuger era presente a San Pietroburgo nel momento in cui la città viveva i concitati giorni della Rivoluzione d'ottobre, mentre i bolscevichi minacciavano la confisca di tutte le proprietà private.

### Da magnate dei fiammiferi a più importante imprenditore di Svezia

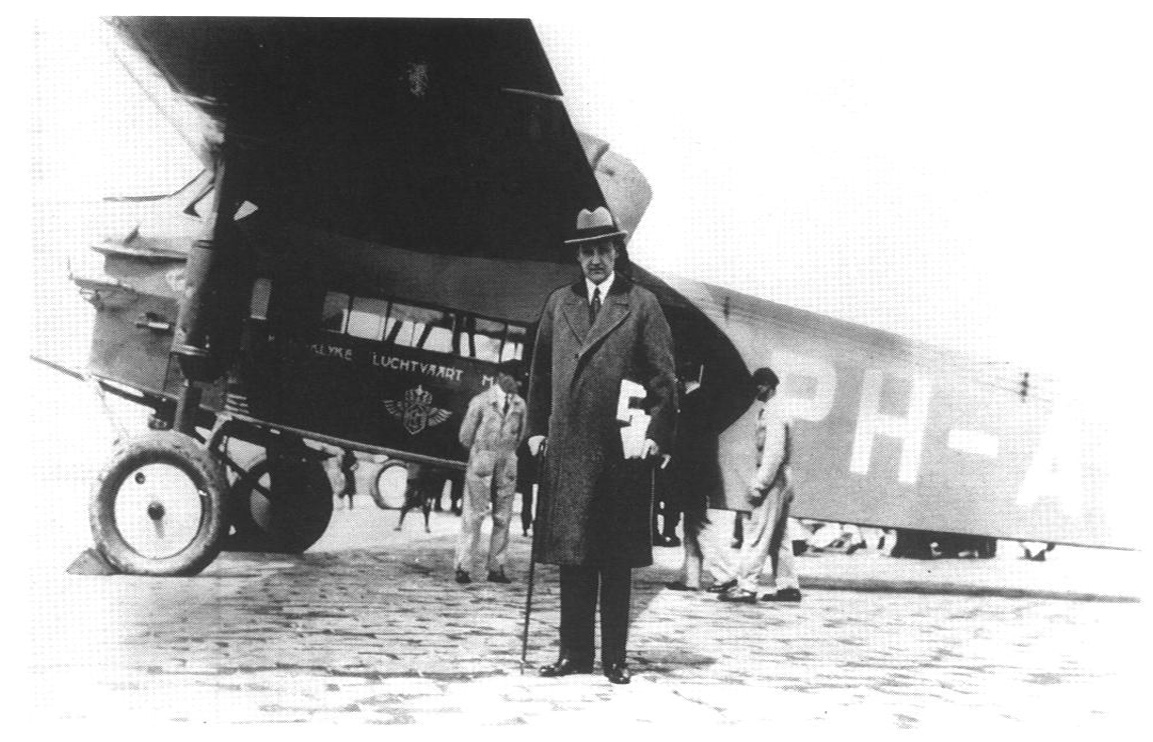
Kreuger fu uno dei primi uomini d'affari ad usare l'aereo per i suoi spostamenti (foto del 1930)

Per il fatto che il Presidente degli Stati Uniti Thomas Woodrow Wilson e molti ministri europei lo cercavano per consigli, Kreuger in breve tempo acquistò la fama di uomo in grado di parlare alla pari con i potenti della Terra. Per questa sua abilità, finanziatori svedesi e statunitensi investirono ingenti somme di denaro nelle sue azioni. Kreuger prometteva un rapido aumento dei prezzi delle azioni e alti dividendi come risultato dell'espansione del suo impero, che si basava sulla continua stipulazione di nuovi accordi che gli garantivano il monopolio sulla produzione di fiammiferi. Questo monopolio veniva concesso in cambio di ingenti prestiti a svariati Paesi. Per ottenere fondi per il prestito, Kreuger dovette vendere nuove emissioni di azioni, il che a sua volta richiedeva di credere nelle sue promesse. Tra il 1925 e il 1930 la Swedish Match, presieduta da Kreuger, divenne il più grande gruppo al mondo nella realizzazione e vendita di fiammiferi. Questo fu possibile grazie ad una tecnica di affari adottata da Kreuger: offrire a vari Paesi europei e latino-americani prestiti a lungo termine e a interessi vantaggiosi in cambio del monopolio della vendita dei fiammiferi nello Stato. Questo metodo di business è simile allo Schema Ponzi.
Man mano che si consolidava il suo monopolio nel commercio globale dei fiammiferi, Kreuger intensificò la partecipazione in altre industrie svedesi non legate alla produzione dei fiammiferi: ciò fu possibile dal momento che nella seconda metà degli anni '20 il mercato azionario svedese viveva un momento di depressione a seguito della crisi del 1921-1923; le compagnie svedesi erano a buon mercato, mentre le banche svedesi avevano grandi pacchetti azionari che tenevano come deposito, ma di cui si volevano sbarazzare. Nel 1930, all'apice del successo, il gruppo di Kreuger controllava circa 150 fabbriche di fiammiferi sparse in 40 Paesi diversi; inoltre, controllava diverse imprese coinvolte nella filiera di realizzazione dei fiammiferi, arrivando a diventare quasi monopolista mondiale del commercio di tale bene. Nel 1928 Kreuger acquistò in segreto i pacchetti azionari di maggioranza di alcune tra le più grandi industrie svedesi, così da poterle controllare; oltre alla Swedish Match, diventò maggior azionista dell'azienda di elettrodomestici Ericsson, dell'industria metallurgica Gränges, dell'industria della cellulosa SCA (fondata in maniera analoga alla Swedish Match) e comprò dall'industria mineraria Boliden vari siti estrattivi. Kreuger era inoltre maggiore azionista della Svensk Filmindustri sin dalla sua fondazione, avvenuta nel 1919; grazie a questa posizione, entrò in contatto con alcune celebrità del cinema muto, quali Mary Pickford, Douglas Fairbanks e Greta Garbo. I suoi interessi si concentrarono poi nel settore immobiliare, di cui arrivò a essere proprietario della più grande società del Paese, nel settore dell'editoria e in quello bancario.

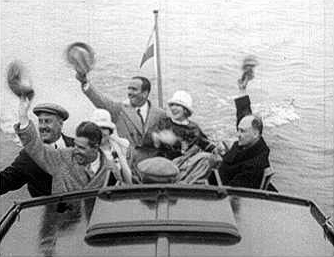
Mary Pickford e Douglas Fairbanks sullo yacht di Kreuger (a sinistra) a Stoccolma nel 1924

### Il crollo

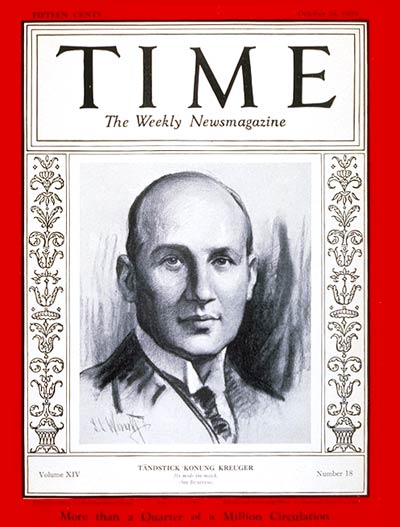
Ivar Kreuger sulla copertina di Time nel 1929

Inizialmente la Grande depressione sembrò non coinvolgere l'impero finanziario di Kreuger. Nel maggio del 1930 finalmente riuscì a collocare una persona di sua fiducia a capo di Ericsson, che però iniziò a diventare un fardello per i suoi affari, di cui liberarsi velocemente per salvare il resto del suo patrimonio. Nell'autunno del 1930 vennero messe sul mercato internazionale circa 800.000 azioni, così che Ericsson potesse realizzare l'aumento di capitale di cui aveva disperato bisogno. Tuttavia, a seguito della Grande depressione, questa soluzione non era più vantaggiosa, in quanto si era drasticamente ridotta la platea di potenziali acquirenti delle azioni. Nonostante la scomoda posizione, la Kreuger & Toll fu costretta ad acquisire fondi per pagare queste azioni per un valore di circa 28 milioni di corone svedesi. Kreuger risolse il problema prendendo in prestito denaro da Ericsson contro garanzie in obbligazioni tedesche. Con una mossa molto audace, Kreuger cercò un modo di attivare le risorse di Ericsson, spostando le risorse da questa azienda alla Kreuger & Toll. Nel bilancio del 1930, datato all'aprile 1931, l'azienda Kreuger & Toll dichiarò apertamente di possedere 410.000 azioni Ericsson, cosa che le assicurava la maggioranza del pacchetto azionario; nel documento veniva inoltre specificato che tali azioni erano da considerarsi come partecipazioni permanenti nella società. Tuttavia, ben presto Kreuger iniziò a trattare la vendita delle azioni Ericsson con Sosthenes Behn, presidente della americana ITT Corporation, principale rivale dell'azienda svedese nel campo della telefonia. Nella primavera del 1931 Kreuger cedette a ITT la maggioranza del pacchetto azionario Ericsson (circa 600.000 azioni) per una somma di 11 milioni di dollari, trasformando di fatto l'azienda svedese in una sussidiaria americana. L'accordo di scambio di azioni di serie B tra Ericsson e ITT venne presentato all'opinione pubblica come un grande successo, con il quale due aziende rivali avrebbero dato vita al più grande trust al mondo nel campo della telefonia, azione simile a quella che Kreuger aveva fatto in precedenza nel campo dei fiammiferi e che gli avrebbe permesso di diventare "il re dei telefoni". Tuttavia l'accordo venne tenuto nascosto all'opinione pubblica per molto tempo, anche allo stesso presidente di Ericsson. 

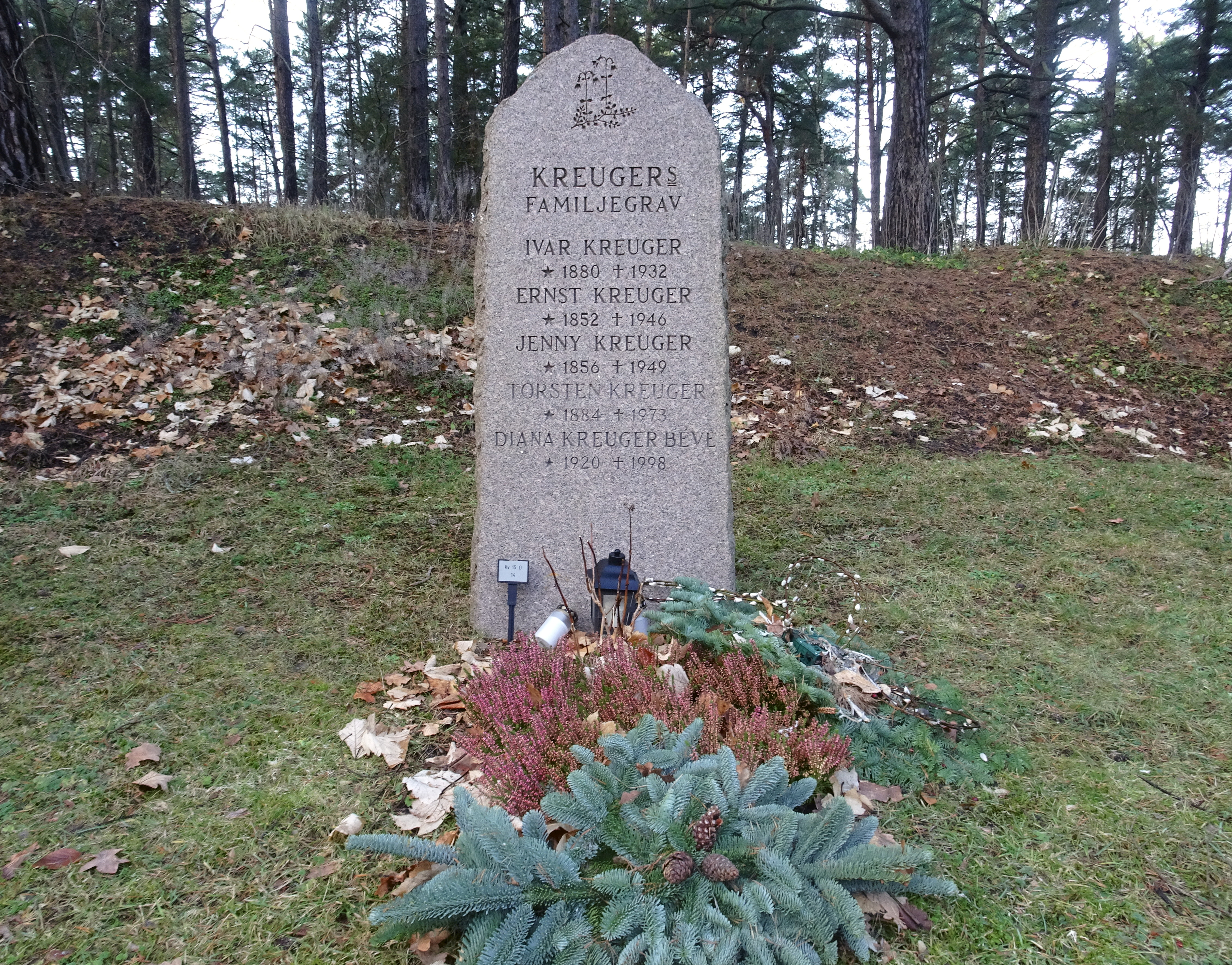
La tomba della famiglia Kreuger presso il cimitero di Norra a Stoccolma

All'inizio del 1932, ad un'analisi più approfondita della contabilità, gli americani di ITT si resero conto che la situazione finanziaria della Ericsson era vicina alla bancarotta, ben lontana dalla solida immagine che Kreuger aveva fornito loro. ITT così decise di interrompere l'accordo e chiese la restituzione degli 11 milioni di dollari usati per la compravendita. A questo punto risultava impossibile per Kreuger ripagare tale somma, ma riuscì comunque ad accordarsi per un rinvio del pagamento di sei mesi. Kreuger aveva esaurito i propri privilegi dati dal monopolio dei fiammiferi, la liquidità del gruppo era stata prosciugata e la bancarotta era ormai imminente. Il 24 febbraio 1932 i titoli delle sue società crollarono alla borsa di Stoccolma. Dopo un infruttuoso viaggio negli Stati Uniti, in cui cercò di vendere le sue quote in Boliden senza avere successo, Kreuger decise di suicidarsi la notte del 12 marzo 1932 a Parigi. La mattina seguente avrebbe dovuto presentarsi presso la Banque de Suede et de Paris in cui si sarebbe tentato il salvataggio del suo impero economico. Prima di morire, Kreuger lasciò scritte tre lettere: una alla sorella Britta, una a Sune Schéle, socio di Kreuger in India e una a Kristen Littorin, uno dei suoi più stretti collaboratori. In quest'ultima lettera, l'unica delle tre pubblicata e scritta in inglese nonostante entrambi fossero svedesi, Kreuger scrisse:
(Ivar Kreuger)
Anni dopo, il fratello di Ivar, Torsten Kreuger, avrebbe gettato ombre sulla ricostruzione dei fatti, ipotizzando che il fratello fosse stato vittima di omicidio, rivelazione che generò alcune controverse pubblicazioni sull'argomento. La notizia della morte di Kreuger, fatta trapelare dalla polizia di Parigi solo dopo la chiusura delle borse, fu accolta in Svezia con grande clamore e sgomento. Nei mesi seguenti destò scandalo in Svezia e all'estero l'analisi dei libri contabili della compagnia, che contenevano un gran numero di falsificazioni e che certificavano la situazione economicamente disastrosa delle aziende in mano a Kreuger: Ericsson vantava infatti crediti per 65 milioni di corone nei confronti della indebitata Kreuger & Toll. Inoltre venne alla luce che nell'ultimo periodo della sua vita Kreuger era stato minacciato da numerosi creditori. A causa della disastrosa situazione economica dell'azienda di Kreuger e della sua massiccia partecipazione nella maggioranza delle più importanti industrie svedesi, durante tutti gli anni '30 la Svezia visse un periodo di forte crisi economica.
I resti di Ivar Kreuger sono sepolti presso il cimitero di Norra a Stoccolma.

### La vicenda di Kreuger nell'analisi storica ed economica
Dopo la morte di Kreuger, molti storici ed economisti hanno analizzato la figura di Kreuger. I giorni seguenti alla morte, l'economista inglese John Maynard Keynes salutò la sua scomparsa con un commosso elogio, descrivendolo come probabilmente l'uomo con la più grande intelligenza costruttiva della sua epoca, che aveva concepito nella sua missione nel caos del mondo del dopoguerra per fornire un canale tra i paesi in cui le risorse erano in eccedenza e quelli in cui erano disperatamente necessarie. Il suo impero finanziario è stato descritto da un biografo come uno schema di Ponzi, basato sulla presunta fantastica redditività dei suoi monopoli. Tuttavia, in uno schema Ponzi ai primi investitori vengono pagati dividendi dal proprio denaro o da quello degli investitori successivi. Sebbene Kreuger lo abbia fatto in una certa misura, ha anche controllato molte attività legittime e spesso molto redditizie, e possedeva banche, proprietà immobiliari, una miniera d'oro e società di cellulosa e industriali, oltre alle sue numerose compagnie di fiammiferi che sono attive tutt'oggi. Kreuger & Toll, per esempio, era composto da imprese in buona fede, e ce n'erano altre simili. Robert Shaplen, suo biografo, lo definì un "genio e truffatore", e John Kenneth Galbraith scrisse che era il "Leonardo dei narcisisti". L'autopsia che Price Waterhouse fece del suo impero finanziario affermava: "Le manipolazioni erano così infantili che chiunque con una conoscenza rudimentale della contabilità poteva vedere i libri falsificati".

### Vita privata
Ivar Kreuger non si è mai sposato e non ha mai avuto figli; ha avuto una lunga relazione con la fisioterapista di Stoccolma Ingeborg Eberth (1889–1977). Secondo quanto scritto dalla donna nel 1932, Kreuger non aveva interesse a creare una famiglia e avere dei figli perché tutte le sue energie e le sue attenzioni ruotavano attorno agli affari della sua azienda.

## Elenco degli Stati ai quali Kreuger fornì prestiti
Tra il 1925 e il 1930 Kreuger fornì prestiti a vari Stati dell'Europa e dell'America latina per 387 milioni di dollari del 1930, che corrispondono ad una cifra che oscilla tra i 7 e i 10 miliardi di dollari odierni. Il modo di agire di Kreuger era quello di proporre prestiti ai vari Paesi, per poi chiedere in cambio il monopolio del commercio dei fiammiferi nei singoli Stati.
- Polonia: 1925: $6 milioni; 1930: $32,4 milioni
- Perù: 1925: £ 302 617
- Città Libera di Danzica: 1930: $1 milione
- Regno di Grecia: 1926 £1 milione; 1930 £1 milione
- Ecuador: 1927: $2 milioni; 1929: $1 milione
- Francia:  1927: $75 milioni
- Regno di Jugoslavia: 1928: $22 milioni
- Regno di Ungheria: 1928: $36 milioni
- Germania: 1929: $125 milioni
- Lettonia: 1928: $6 milioni
- Regno di Romania: 1930: $30 milioni
- Lituania: 1930: $6 milioni
- Bolivia: 1930: $2 milioni
- Estonia: 1928: SEK 7,6 milioni
- Guatemala: 1930; $2,5 milioni
- Turchia: 1930: $10 milioni

Intorno al 1930 Kreuger aveva in programma di fornire un prestito di 75 milioni di dollari anche al  Regno d'Italia. L'affare tuttavia sfumò per motivi mai del tutto chiariti, forse per la disastrosa situazione finanziaria del gruppo già in quella data.

## Nella cultura di massa
La vicenda di Ivar Kreuger ha ispirato il primo romanzo di Graham Greene "England made me", l'opera teatrale "Night of January 16th" di Ayn Rand e la trama del film "The match King" (1932), diretto da William Keighley e Howard Bretherton.

## Curiosità
La parabola di Ivar Kreuger viene accennata nel discorso "Che cosa chiedere alla storia?", pronunciato nel 1937 a Parigi da Marc Bloch. In questo intervento, lo storico francese evidenzia come la vicenda di Kreuger sia paragonabile alla sorte della famiglia di banchieri fiorentina dei Bardi nel XIV secolo e delle famiglie Welser e Fugger nel XVI secolo.
 Kreuger era inoltre un grande appassionato di musica jazz e di yacht, di cui ne possedeva uno.